# 天空ツバサ
天空 ツバサ（てんくう つばさ、1984年6月3日 - ）は、日本の女子プロボクサーである。本名・前田 睦美（まえだ むつみ）。旧リングネーム・ツバサ。大分県中津市出身。山木ボクシングジム所属。

## 来歴
神村学園、東京女子体育大学まではサッカー部に所属。福元美穂は高校の1年先輩、北本綾子は大学の1年先輩に当たる。
大学在学中ボクシングに転向。2005年3月13日のヴェルファーレでの近藤みゆき戦でデビュー。
同年11月25日、韓国でキム・ジヨンとIFBAスーパーフライ級王座を争うが、判定で初敗北。
2006年6月10日、JWBC日本バンタム級王座を古賀友子と争い、判定の末王座獲得。
2007年4月15日、初防衛戦で藤本りえにTKO負けを喫し王座陥落。
2008年のJBC第1回女子プロテストで合格。リングネームを「天空ツバサ」に改め、5月9日に後楽園ホールで行われた第1回女子興行でベテラン菊川未紀をTKOで下した。
7月28日、福岡で古賀と再戦。判定勝利。
11月30日、沖縄でキム・サンホに勝利。
2009年2月26日にキムと再戦を返り討ちにする。
5月30日、江戸川区スポーツセンターにおける亀田和毅VS雲林龍広のアンダーカードに出場し、マギー・チェチェ（モンゴル）を3R1:19TKOで下した。
11月21日、韓国・水原で崔賢美が持つWBA女子世界フェザー級王座に挑戦するが、序盤のダウンが響き判定負け。王座奪取はならず、JBCで初敗北となった。この試合の映像は2010年1月23日から2週に渡って、毎週土曜日に放送される韓国MBCのバラエティ番組<無限挑戦>で放送された。同番組では夢を叶えるため戦い合う少女たちの姿を日本と韓国という国籍に関係なく描き、番組放映後、番組の公式掲示板には「日韓戦なのに日本の選手を応援したのは初めて。」、「国籍に関係なく夢を叶えるために戦う両選手の闘志に凄く感動した。」など、彼女に対して好感と激励のコメントが登録されている。日本でも4月にKNTVで放送。
その後、祖母の介護のため実家に戻り、1年半のブランクを作る。
2011年5月17日に後楽園ホールでヨッカオ・ローエイシティジム相手に再起戦を行い、2R1:11TKOで2年ぶりの勝利。
2012年3月25日、後楽園ホールにて同郷であるカイ・ジョンソンと対戦することが決まったが、介護で練習がままならず体重が68kgまで増加してしまったため、54kg契約の試合に向けて14kgのダイエットを敢行し、経過をジムHP上で報告する。減量は順調に進んだかに見えたが、前日軽量で惜しくも500gオーバーとなったため中止。
6月25日に改めて試合が組まれ、後の東洋太平洋チャンピオン三好喜美佳と対戦も2回に右手を骨折し、最終第6Rまで戦ったが僅差の判定負け。

## 人物
- 同じジム所属の天海ツナミは高校の同級生、天心アンリは大学の1年先輩であり、いずれもツバサの影響でボクシングを始めることになった。アンリは2008年に引退したが、ツナミは同年にツバサより先に世界王座を獲得した。

## 戦績
- プロボクシング:19戦 14勝 5KO 5敗

| 戦           | 日付           | 勝敗 | 時間    | 内容    | 対戦相手                     | 国籍     | 備考                               |
| ------------ | -------------- | ---- | ------- | ------- | ---------------------------- | -------- | ---------------------------------- |
| 1            | 2005年3月13日  | 勝利 | 4R      | 判定3-0 | 近藤みゆき(B.I.T.)           | 日本     | プロデビュー戦                     |
| 2            | 2005年6月12日  | 勝利 | 1R 1:54 | KO      | 玉木彩(フジワラ)             | 日本     |                                    |
| 3            | 2005年7月29日  | 勝利 | 3R      | 判定3-0 | 星畑裕香(ヒーロー)           | 日本     |                                    |
| 4            | 2005年10月1日  | 勝利 | 4R      | 判定3-0 | 林一実(B.I.T.)               | 日本     |                                    |
| 5            | 2005年11月12日 | 敗北 | 10R     | 判定0-3 | Ji-Young Kim                 | 韓国     | IFBAスーパーフライ級タイトルマッチ |
| 6            | 2006年3月11日  | 勝利 | 5R 1:12 | TKO     | 李恵林                       | 韓国     |                                    |
| 7            | 2006年5月10日  | 勝利 | 4R      | TKO     | ピックル・ソーシリパン       | タイ     |                                    |
| 8            | 2006年6月10日  | 勝利 | 8R      | 判定3-0 | 古賀友子(シュガーレイ)       | 日本     | 日本バンタム級タイトルマッチ       |
| 9            | 2006年10月12日 | 勝利 | 6R      | 判定3-0 | タイ・ミン                   | 中国     |                                    |
| 10           | 2007年4月15日  | 敗北 | 7R      | TKO     | 藤本りえ(KAKINUMA)           | 日本     | 日本バンタム級タイトルマッチ       |
| 11           | 2007年10月19日 | 敗北 | 6R      | 判定0-3 | Ye-Ok Yang                   | 北朝鮮   |                                    |
| 12           | 2008年5月9日   | 勝利 | 5R 0:46 | TKO     | 菊川未紀(緑)                 | 日本     |                                    |
| 13           | 2008年7月28日  | 勝利 | 6R      | 判定3-0 | 古賀友子(博多協栄)           | 日本     |                                    |
| 14           | 2008年11月30日 | 勝利 | 6R      | 判定3-0 | 金善鎬                       | 韓国     |                                    |
| 15           | 2009年2月26日  | 勝利 | 6R      | 判定3-0 | 金善鎬                       | 韓国     |                                    |
| 16           | 2009年5月30日  | 勝利 | 3R 1:19 | TKO     | マギー・チェチェ             | モンゴル |                                    |
| 17           | 2009年11月21日 | 敗北 | 10R     | 判定0-3 | 崔賢美                       | 韓国     | WBA女子フェザー級タイトルマッチ    |
| 18           | 2011年5月17日  | 勝利 | 2R 1:11 | TKO     | ヨッカオ・ローエイシティジム | タイ     |                                    |
| 19           | 2012年6月25日  | 敗北 | 6R      | 判定1-2 | 三好喜美佳(川崎新田)         | 日本     |                                    |
| テンプレート |                |      |         |         |                              |          |                                    |

## 獲得タイトル
- JWBC日本バンタム級